# Elmar (Buch)
Elmar (englischer Originaltitel Elmer) ist ein Bilderbuch des britischen Kinderbuchautors und Illustrators David McKee über den gleichnamigen buntkarierten Elefanten. Die Erstausgabe erschien 1968 beim Londoner Kleinverleger Dennis Dobson. Als neu illustriertes und leicht gekürztes Buch erreichte es internationalen Erfolg mit der Neuveröffentlichung 1989 im Londoner Verlag Andersen Press. Die deutsche Erstausgabe wurde 1989 beim Thienemann-Esslinger Verlag veröffentlicht. Es ist der erste Band aus der gleichnamigen umfassenden Elmar-Buchreihe.

## Inhalt
Zu Beginn werden die einzelnen Elefanten einer Herde beschrieben. Auf den ersten Blick wirken alle gleichartig. Als ihre wichtigsten Eigenschaften werden sie dann anhand äußerlicher Merkmale mit jung, alt, groß, dick und dünn bezeichnet. Im vermeintlichen Gegensatz zu ihrer Unterschiedlichkeit seien sie aber glücklich. Und was sie eint ist, dass sie „elefantenfarben“ sind, womit die typischen Grautöne ihrer Haut bezeichnet werden.
Danach wird der Elefant Elmar gesondert vorgestellt. Er ist bunt kariert wie ein Flickenteppich und wird daher im Text als „anders“ bezeichnet. Sichtlich gut gelaunt wird er in einem paradiesischen Umfeld gezeigt.
Die Gruppe spiele aber manchmal mit dem andersartigen Elmar. Sie umjubeln ihn als Helden, weil er etwas „Besonderes“ gemacht hat. Dass man sich als Andersartiger anstrengen muss, um Teil der Gemeinschaft zu sein, wird als normale Erfordernis dargestellt.
Es wird nicht erklärt, wie Elmars Erlebnisse ihn betreffen, aber seine Schlaflosigkeit zeigt, dass er vermutlich leidet. Den Spaß der Gruppe deutet er nun als ein ausgrenzendes Lustigmachen über ihn. Wie selbstverständlich, macht er folglich die Farbe seines Aussehens dafür verantwortlich. Diese lehnt er nun mit einer Leichtfertigkeit ab – er habe „keine Lust mehr“ anders zu sein.  Weglaufen scheint ihm eine gute Lösung für sein Problem, und so verlässt er die Gruppe.
Nun läuft Elmar fröhlich durch den Dschungel. Er begegnet vielen anderen Tieren. Sie erkennen und grüßen ihn, und er grüßt lächelnd zurück. Unter den verschiedenen Tieren, von deren Art er jeweils nur eines antrifft, wirkt er nicht besonders. Er nutzt diese einladende Gelegenheit aber nicht, um Freunde zu finden oder etwas Schönes zu erleben. Die Zugehörigkeit zu seiner eigenen Tierart stellt er über diese Vielfalt und so geht er weiter seines Weges.
Die Flucht, die bisher planlos erschien, kommt nun zu einem vermutlich angestrebten Ziel. Elmar gelangt zu einem Busch, der als eigentliche Lösung für sein Problem beschrieben wird. Was Elmar vorhat bleibt unklar, aber die „elefantenfarbenen“ Beeren des Busches scheinen das Elixier zu sein, das ihn auf seiner Reise stärken soll.
Mit großem Spaß wälzt sich Elmar in den Beeren und er färbt seinen Körper komplett mit ihrer Farbe ein. Er überwindet sein geringes Selbstwertgefühl, indem er sich vollumfänglich anpasst, was als erstrebenswertes Ziel dargestellt wird.
Vermeintlich gestärkt begibt sich Elmar nun auf den Weg zurück durch den Dschungel, um wieder zu den anderen Elefanten zu gelangen. Er geht erneut an den anderen Dschungeltieren vorbei, die ihn nicht mehr als einen bestimmten Elefanten erkennen. Er freut sich über die Bestätigung seines Vorhabens und die Anerkennung seiner Charakterlosigkeit.
Zurück bei den Elefanten kommt es zu keiner großen Konfrontation, da diese einen Mittagsschlaf halten. Unabhängig von seiner neuen Färbung bleibt Elmar unbemerkt und er platziert sich inmitten der Herde.
Die Elefanten stehen noch mit geschlossenen Augen herum, aber es vergeht so viel Zeit, dass ab und zu eine Regenwolke vorbeizieht. Über diesen Zustand zeigt sich Elmar verwirrt und er wird unruhig.
Die Elefanten stehen still da, ohne zu reden, und werden als ernst beschrieben. Es ist nicht klar, ob sie traurig über den Verlust von Elmar sind oder ob ihr inneres Wesen beschrieben wird. Die Situation macht Elmar aber stutzig und er bewertet sie als „komisch“, was zunächst negativ klingt. Sein Empfinden scheint aber eher ein „lustiges“ zu sein. Elmar brüllt daraufhin. Was zunächst eine unkontrollierte Reaktion der Komik scheint, ist eigentlich ein Brüllen mit möglichst lauter Absicht zu erschrecken.
Die Reaktion der Elefanten auf das laute „BUUH!“ zeigt sich in aufgerissenen Augen, während sie zunächst weiter unaufgeregt oder in Schockstarre umherstehen. Erst im nächsten Schritt stehen und fliegen sie durcheinander. Daraufhin lacht Elmar laut.
Der Schreck bei den anderen Elefanten hält nicht an. Sie erkennen Elmar und auf diese Überraschung hin lachen sie auch. Teilweise erkennen sie ihn an seinem Humor, gleichzeitig aber auch an seiner Farbe, da ein plötzlicher Regen die Beerenfarbe von Elmars Körper wäscht. Verantwortlich dafür ist die Regenwolke, die sich in ihrer Beschreibung zusammenzieht, wenn man laut lacht.
Dieser Tag, mit einem prima Spaß von Elmar auf ganz neuem Niveau, wird von den Elefanten als so bemerkenswert erachtet, dass er ab jetzt jährlich gefeiert werden soll. Das geschieht, indem sich alle Elefanten wie Elmar anmalen. Die clownesk-überzeichnete Ausgrenzung wird hier als scheinbare Anerkennung dargestellt. Elmar, der sich zwischenzeitlich integrieren wollte, wird auch an diesem Tag eine Sonderrolle zugewiesen, indem er „elefantenfarben“ sein soll – so wisse man, dass es Elmar ist. Elmars anfängliche Identitätskrise, wird durch die Mehrheit der Herde letztendlich bedenkenlos als lustiges Spiel mit Äußerlichkeiten angesehen. Ob Elmar es genießt, durch Scherze im Mittelpunkt zu stehen oder ob es eine Bewältigungsstrategie seiner Krise ist, bleibt unklar. An diesem Tag wird Elmar jedoch wieder bejubelt, diesmal ohne Fluchtinstinkt, denn – aus Sicht der Mehrheit – ist doch alles gut.

## Rezeption
Claire Watts schreibt in ihrer Rezension über Elmar: „Viele von McKees Bilderbüchern haben eine dezente moralische Botschaft; hier geht es um Vielfalt und Toleranz. Elmar fürchtet, die anderen Elefanten würden ihn wegen seines ungewöhnlichen Aussehens anders behandeln, aber er entdeckt, dass sein Anderssein nicht nur toleriert, sondern sogar gemocht wird.“

## Referenzen
Elmar ist in dem literarischen Nachschlagewerk 1001 Kinder- und Jugendbücher – Lies uns, bevor Du erwachsen bist! für die Altersstufe 0–3 Jahre enthalten.

## Adaptionen
Das Buch Elmar wurde 1991 als 7. Episode der TV-Serie Anytime Tales als Zeichentrickfilm umgesetzt. Die Inhalte des Buches wurden zudem als Teil eines Theaterstücks basierend auf der Buchreihe umgesetzt. Diese musikalische Bühnenversion mit dem Titel Elmer the Patchwork Elephant Show wurde von Jonathan Rockefeller produziert, von Suzanne Maynard Miller für die Bühne adaptiert und enthielt Lieder von Allison Leyton-Brown. Die Theaterproduktion ging zuerst 2017 in Kanada und danach 2019 in Großbritannien auf Tour.

## Ausgaben
- Elmer. Andersen Press, UK 1989 (englisch, librarything.com).
- Elmar. Thienemann-Esslinger, 1989. (deutsche Erstausgabe)

und weitere Ausgaben in diversen anderen Sprachen